# Spresiano (stacja kolejowa)
Spresiano (włoski: Stazione di Spresiano) – stacja kolejowa w Spresiano, w prowincji Treviso, w regionie Wenecja Euganejska, we Włoszech. Znajduje się na linii Wenecja – Udine.
Według klasyfikacji RFI posiada kategorię srebrną.
Stacja składa się z trzech torów, z których dwa są przeznaczone dla normalnej obsługi pasażerów i tranzytu pociągów, które nie zatrzymują się na stacji. Trzeci jest używany (czasem także dla obsługi pasażerów), aby umożliwić pociągom wyprzedzanie. 
Stacja obsługiwana jest głównie przez regionalne połączenia na linii Wenecja - Udine, plus kilka pociągów do i z Belluno i Calalzo. Stacja nie posiada kasy biletowej, jedynie ustawione są automaty biletowe. Poczekalnia jest zamknięta dla pasażerów, ze względu na powtarzające się akty wandalizmu.

## Linie kolejowe
- Wenecja – Udine